# Leylah Fernandez
Leylah Annie Fernandez (Mont-real, 6 de setembre de 2002) és una jugadora canadenca de tennis femení. El 2019 va guanyar el Roland Garros en la modalitat júniors i va ser finalista en l'Open d'Austràlia en la mateixa modalitat.
Ha format part de l'equip canadenc de la Billie Jean King Cup en diverses ocasions i va col·laborar en la consecució del títol en l'edició de 2023.

## Biografia
El pare de Fernández, Jorge, és d'Equador i és un ex-jugador de futbol; la seva mare és ciutadana canadenca d'ascendència filipina. La seva germana menor Bianca Jolie també és jugadora de tennis i la seva germana gran, Jodeci, és dentista. Fernández parla anglès, francès i espanyol amb fluïdesa.

## Torneigs de Grand Slam

### Individual: 1 (0−1)
| Resultat  | Núm. | Any  | Torneig | Oponent       | Marcador |
| --------- | ---- | ---- | ------- | ------------- | -------- |
| Finalista | 1.   | 2021 | US Open | Emma Raducanu | 4−6, 3−6 |

### Dobles femenins: 1 (0−1)
| Resultat  | Núm. | Any  | Torneig       | Parella         | Oponents                | Marcador         |
| --------- | ---- | ---- | ------------- | --------------- | ----------------------- | ---------------- |
| Finalista | 1.   | 2023 | Roland Garros | Taylor Townsend | Hsieh Su-wei Wang Xinyu | 6−1, 6−7(5), 1−6 |

## Carrera junior
El 25 de gener de 2019 va arribar a la final d'individuals femenines de l'Open d'Austràlia, on va perdre davant la cap de sèrie Clara Tauson. El 8 de juny de 2019 va derrotar a Emma Navarro en la final d'individuals femenines de l'Obert de França per convertir-se en la primera dona canadenca guanyadora d'un títol de Grand Slam júnior des d'Eugenie Bouchard a Wimbledon 2012.

## Carrera professional

### 2019: debut professional
El 21 de juliol de 2019 va guanyar el seu primer títol de tennis individual professional quan es va recuperar per vèncer a la seva compatriota canadenca Carson Branstine en la final del Challenger de Gatineau. Fernández també va guanyar el seu primer títol de dobles professionals en la mateixa data quan va formar equip amb Rebecca Marino de Vancouver. La parella va derrotar a l'equip del segon cap de sèrie format per la mexicana Marcela Zacaries i la taiwanesa Hsu Chieh-yu. La setmana següent, va fer la seva segona final consecutiva de la ITF a Granby, perdent davant l'australiana Lizette Cabrera.

### 2020: debut al Grand Slam, primera final del WTA Tour, tercera ronda de l'Open de França
Fernández va fer el seu debut en un Grand Slam en l'Open d'Austràlia. Després de passar la classificació, va caure en la primera ronda davant Lauren Davis.
Va obtenir la major victòria de la seva carrera fins al moment la setmana següent en la ronda de classificació de la Copa Federació contra la número 5 del món, Belinda Bencic.
A finals de febrer a l'Obert de Mèxic, va aconseguir passar la classificació i la seva primera final del torneig WTA, on, després de guanyar 12 sets seguits, va ser derrotada per la núm. 69 del món, Heather Watson. Una setmana després, va derrotar a la campiona del Grand Slam, Sloane Stephens per arribar als quarts de final de l'Abierto de Monterrey, caient davant l'eventual campiona Elina Svitolina.

### 2021: primer títol de la WTA i finalista de l'US Open
Fernández va començar el 2021 sense poder encadenar victòries consecutives en els seus primers quatre tornejos. Això va canviar, el març a l'Open de Monterrey, on va guanyar els seus primers quatre partits per arribar a la final, i va derrotar a Viktorija Golubic per guanyar el primer títol WTA de la seva carrera. Amb 18 anys, era la jugadora més jove del quadre principal i va acabar el campionat sense perdre cap set.
En l'Open dels Estats Units, Fernández va sorprendre la campiona defensora, Naomi Osaka, 5-7, 7-6 (7-2), 6-4 en la tercera ronda, l'ex no. 1 del món i tres vegades campiona del Grand Slam, Angelique Kerber, 4-6, 7-6 (7-5), 6-2 en la quarta ronda, i la cinquena cap de sèrie Elina Svitolina, 6-3, 3-6, 7- 6 (7-5), en els quarts de final per aconseguir la seva primera semifinal de Grand Slam un dia després de fer 19 anys. Va ser la segona vegada en el torneig que va derrotar a una de les cinc primeres caps de sèrie del món (després de Naomi Osaka, la tercera cap de sèrie), convertint-la en la jugadora més jove a aconseguir-ho des de Serena Williams el 1999.

## Palmarès

### Individual: 7 (4−3)
| 2009 − 2020             | Després de 2021 |
| ----------------------- | --------------- |
| Grand Slam (0−1)        |                 |
| WTA Finals (0−0)        |                 |
| Premier Mandatory (0−0) | WTA 1000 (0−0)  |
| Premier 5 (0−0)         | WTA 1000 (0−0)  |
| Premier (0−0)           | WTA 500 (1−1)   |
| International (0−1)     | WTA 250 (3−0)   |

| Títols per superfície |
| --------------------- |
| Dura (4−2)            |
| Gespa (0−1)           |
| Terra batuda (0−0)    |

| Resultat   | Núm. | Data                   | Torneig                     | Superfície | Oponent            | Marcador            |
| ---------- | ---- | ---------------------- | --------------------------- | ---------- | ------------------ | ------------------- |
| Finalista  | 1.   | 29 de febrer de 2020   | Acapulco, Mèxic             | Dura       | Heather Watson     | 4−6, 6−7(8), 1−6    |
| Guanyadora | 1.   | 21 de març de 2021     | Monterrey, Mèxic            | Dura       | Viktorija Golubic  | 6−1, 6−4            |
| Finalista  | 2.   | 11 de setembre de 2021 | US Open, Estats Units       | Dura       | Emma Raducanu      | 4−6, 3−6            |
| Guanyadora | 2.   | 6 de març de 2022      | Monterrey (2)               | Dura       | Camila Osorio      | 6−7(5), 6−4, 7−6(3) |
| Guanyadora | 3.   | 15 d'octubre de 2023   | Hong Kong, Xina             | Dura       | Kateřina Siniaková | 3−6, 6−4, 6−4       |
| Finalista  | 3.   | 30 de juny de 2024     | Eastbourne, Regne Unit      | Gespa      | Dària Kassàtkina   | 3−6, 4−6            |
| Guanyadora | 4.   | 27 de juliol de 2025   | Washington DC, Estats Units | Dura       | Anna Kalinskaya    | 6−1, 6−2            |

### Dobles femenins: 2 (0−2)
| Llegenda         |
| ---------------- |
| Grand Slam (0−0) |
| WTA Finals (0−0) |
| WTA 1000 (0−1)   |
| WTA 500 (0−0)    |
| WTA 250 (0−1)    |

| Títols per superfície |
| --------------------- |
| Dura (0−2)            |
| Gespa (0−0)           |
| Terra batuda (0−0)    |

| Resultat  | Núm. | Data               | Torneig                  | Superfície | Parella               | Oponents                     | Marcador         |
| --------- | ---- | ------------------ | ------------------------ | ---------- | --------------------- | ---------------------------- | ---------------- |
| Finalista | 1.   | 8 de gener de 2023 | Auckland, Nova Zelanda   | Dura       | Bethanie Mattek-Sands | Miyu Kato Aldila Sutjiadi    | 6−1, 5−7, [4−10] |
| Finalista | 2.   | 19 d'agost de 2024 | Cincinnati, Estats Units | Dura       | Yulia Putintseva      | Asia Muhammad Erin Routliffe | 6−3, 1−6, [4−10] |

### Equips: 1 (1−0)
| Resultat   | Núm. | Data                   | Torneig                                | Superfície | Equip                                                              | Oponents                                                                                   | Marcador |
| ---------- | ---- | ---------------------- | -------------------------------------- | ---------- | ------------------------------------------------------------------ | ------------------------------------------------------------------------------------------ | -------- |
| Guanyadora | 1.   | 12 de novembre de 2023 | Billie Jean King Cup, Sevilla, Espanya | Dura (i)   | Eugenie Bouchard Gabriela Dabrowski Rebecca Marino Marina Stakusic | Lucia Bronzetti Elisabetta Cocciaretto Jasmine Paolini Lucrezia Stefanini Martina Trevisan | 2−0      |

## Trajectòria

### Individual
| Open d'Austràlia | A   | 1R   | 1R    | 1R    | 2R | 2R | 0 / 5   | 2 – 5   |
| Roland Garros | A   | 3R   | 2R    | QF    | 2R | 3R | 0 / 5   | 10 – 5  |
| Wimbledon | A   | NC   | 1R    | A     | 2R |    | 0 / 2   | 1 – 2   |
| US Open | A   | 2R   | F     | 2R    | 1R |    | 0 / 4   | 8 – 4   |
| Jocs Olímpics | NC  | NC   | 2R    | NC    | NC |    | 0 / 1   | 1 – 1   |
| Total Victòries−Derrotes | 0−3 | 11−8 | 23−14 | 19−14 |    |    | 59 – 45 | 59 – 45 |
| Rànquing a final d'any | 209 | 88   | 24    | 40    |    |    |         |         |
| Llegenda: G: Guanyadora; F: Finalista; SF: Semifinalista; QF: Quarts de final; Q: Qualificació; A: Absent; RR: Round Robin; |     |      |       |       |    |    |         |         |

### Dobles femenins
| Open d'Austràlia | A   | A   | 3R | 1R | 1R |  | 0 / 3 | 2 – 3 |
| Roland Garros | A   | 1R  | 3R | 2R | F  |  | 0 / 4 | 7 – 4 |
| Wimbledon | A   | NC  | 1R | A  | 2R |  | 0 / 2 | 1 – 2 |
| US Open | A   | A   | 3R | 2R | QF |  | 0 / 3 | 6 – 3 |
| Rànquing a final d'any | 296 | 293 | 74 | 76 |    |  |       |       |
| Llegenda: G: Guanyadora; F: Finalista; SF: Semifinalista; QF: Quarts de final; Q: Qualificació; A: Absent; RR: Round Robin; |     |     |    |    |    |  |       |       |